# 卢瓦尔河畔博尼
卢瓦尔河畔博尼（法語：Bonny-sur-Loire，法語發音：[bɔni syʁ lwaʁ]），法国中部市镇，位于中央-卢瓦尔河谷大区卢瓦雷省，隶属于蒙塔日区，其市镇面积为25.8平方公里，2022年1月1日时人口数量为1,851人，在法国城市中排名第5,825位。
卢瓦尔河畔博尼位于卢瓦雷省东南部，卢瓦尔河右岸，其东南侧与涅夫勒省接壤，多个方向的公路在此交汇。

## 地名来源
“Bonny”一名的来源及含义均尚有待考证；“-sur-Loire”这一后缀自1801年起成为当地官方名称的一部分。

## 历史
卢瓦尔河畔博尼的早期历史尚不清楚。根据当地官方网站的论述，卢瓦尔河畔博尼早在古典时期就已成为一个区域性的交通枢纽，多个方向的罗马道路在此交汇。卡洛林王朝期间，博尼成为一处直属于皇室的堂区。1107年，来自拉沙里泰的道士在博尼境内创建了一处修道院。14世纪末，博尼境内出现了盐税仓库。英法百年战争期间，博尼曾遭受破坏。1480年5月1日，路易十一曾在博尼过夜。16世纪时，博尼因商业贸易而成为一个区域性的集镇，但此后受到黑死病疫情及饥荒影响而衰落。1707年，卢瓦尔河博尼段发生特大洪水，博尼市区遭到严重破坏，连接此地的商路亦被中断。法国大革命后，卢瓦尔河畔博尼成为卢瓦雷省的一个市镇，并在1790至1801年间为该省的一个县治。工业革命期间，途径卢瓦尔河畔博尼的铁路线建成通车，此举使得卢瓦尔河内河航运逐渐消失。20世纪初，横跨卢瓦尔河的悬索桥建成，二战期间曾被炸毁，战后得到恢复重建。

## 地理

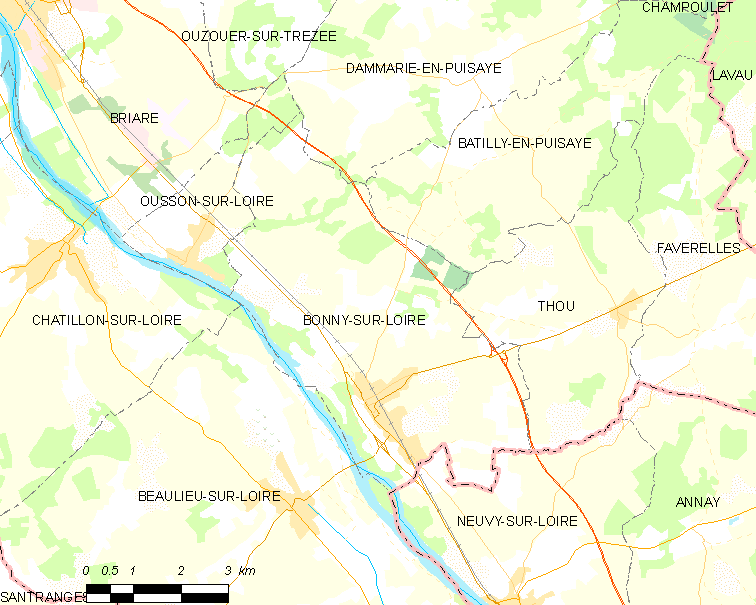
卢瓦尔河畔博尼市镇范围地图

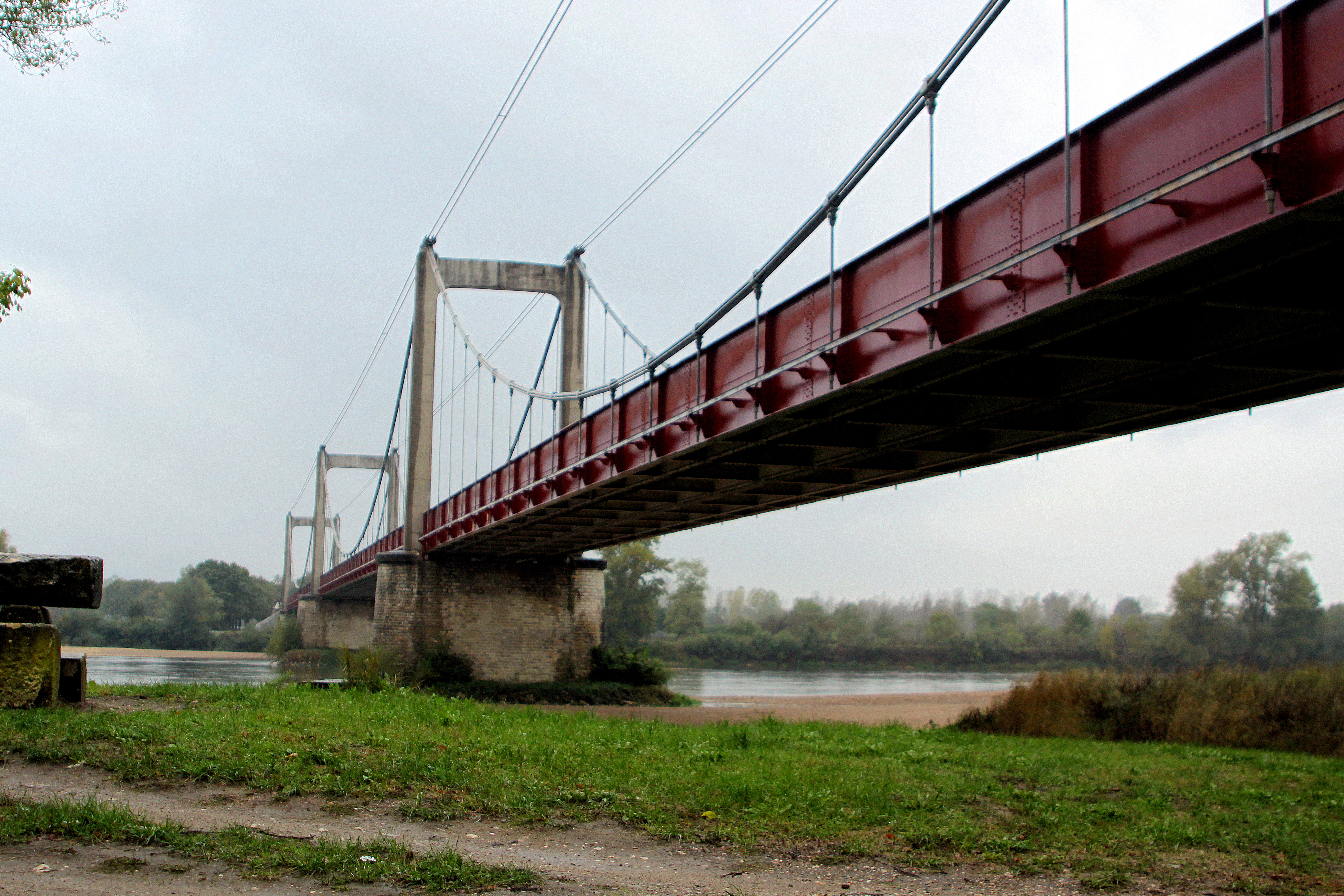
卢瓦尔河悬索桥

卢瓦尔河畔博尼位于法国中部偏北，中央-卢瓦尔河谷大区东部和卢瓦雷省东南部，距离省会奥尔良大约95公里。与卢瓦尔河畔博尼接壤的市镇包括：卢瓦尔河畔讷维、卢瓦尔河畔乌松、皮赛地区达马里、皮赛地区巴蒂伊、卢瓦尔河畔沙蒂永、卢瓦尔河畔博略和图。

### 地形
卢瓦尔河畔博尼位于卢瓦尔河中游谷地内，境内以平原和浅丘为主，市镇中心位于一处河谷冲积平原边缘，地势较为平坦，东侧靠近丘陵的地带地势起伏明显，全境海拔在130到189米之间。

### 水文
卢瓦尔河干流自南向北流经卢瓦尔河畔博尼市镇西界，其右岸支流舍耶河自东南向西北流经镇中心。

### 植被
卢瓦尔河畔博尼属于温带阔叶混交林区，林地广泛分布于河流附近。
在鲜花城市的评比中，卢瓦尔河畔博尼被评为3星级鲜花城市。

### 气候
卢瓦尔河畔博尼在柯本气候分类法中属于带有一定大陆性气候特征的温带海洋性气候（Cfb）。

## 行政区划
卢瓦尔河畔博尼的市镇编号为45040，邮政编号为45420。
在行政管理方面，卢瓦尔河畔博尼隶属于法国中央-卢瓦尔河谷大区卢瓦雷省蒙塔日区；在地方选举方面，卢瓦尔河畔博尼隶属于日安县，其市镇范围全境被划入卢瓦雷省第三选区；在社会管理方面，卢瓦尔河畔博尼是贝里-卢瓦尔-皮赛市镇公共社区的组成部分。
截至2024年3月，卢瓦尔河畔博尼市镇范围内暂无任何城市敏感街区及城市政策优先街区。
法国国家统计与经济研究所（简称）在进行数据统计时，未将卢瓦尔河畔博尼划入任何城市核心区（Unité urbaine）及城市区（Aire urbaine）。自2020年起，卢瓦尔河畔博尼被划入包含29个市镇的日安城市辐射区代替。此外，还将卢瓦尔河畔博尼市镇整体看作一个“块区”（IRIS），以便于统计人口分布情况。

## 交通

### 公路
A77高速公路经过卢瓦尔河畔博尼市镇范围东北部，通过21号出入口连接市区；另有卢瓦雷省省道D48线、D907线、D926线、D965线和D2007线在卢瓦尔河畔博尼境内交汇。中央-卢瓦尔河谷大区城际客运（商业名称为“Rémi”）3C线经停卢瓦尔河畔博尼，可通往日安和卢瓦尔河畔沙蒂永及沿途所有市镇。
2020年，63.0%的卢瓦尔河畔博尼家庭拥有至少一辆私人汽车。2021年，卢瓦尔河畔博尼境内共发生各类交通事故1起，造成1人重伤。
| 21 | 3 |

| 20 | 72 |

| 5 | 73 |

| （北行） |

| 奥尔良 | 91 |

| 日安 | 25 |

| （西行） |

| 维耶尔宗 | 76 |

| 卢瓦尔河畔博略 | 3.4 |

| （南行） |

| 讷韦尔 | 74 |

| 科讷库尔 | 20 |

| （东行） |

| 欧塞尔 | 64 |

| 图西 | 42 |

### 铁路

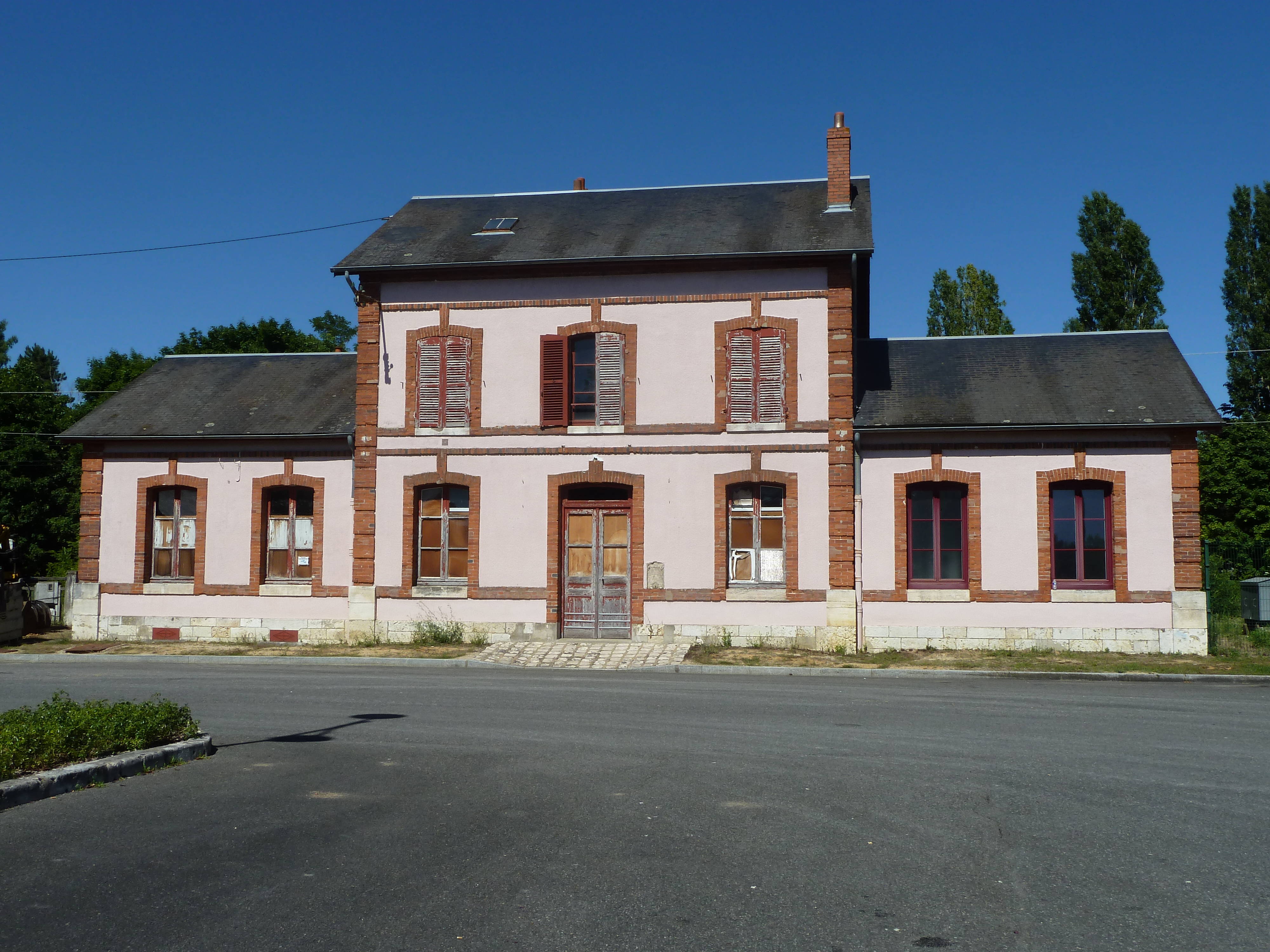
卢瓦尔河畔博尼火车站旧站房

卢瓦尔河畔博尼位于莫雷－里昂铁路上，原有的卢瓦尔河畔博尼火车站已停止使用。
距离卢瓦尔河畔博尼最近的运营中的客运铁路车站为13公里外的布里亚尔站，该站停靠往返于巴黎和讷韦尔一线的区域列车。

### 航空
卢瓦尔河畔博尼距离巴黎-奥利机场的公路里程大约161公里。

### 城市公共交通
截至2024年3月，卢瓦尔河畔博尼暂无城市公共交通系统。

## 政治

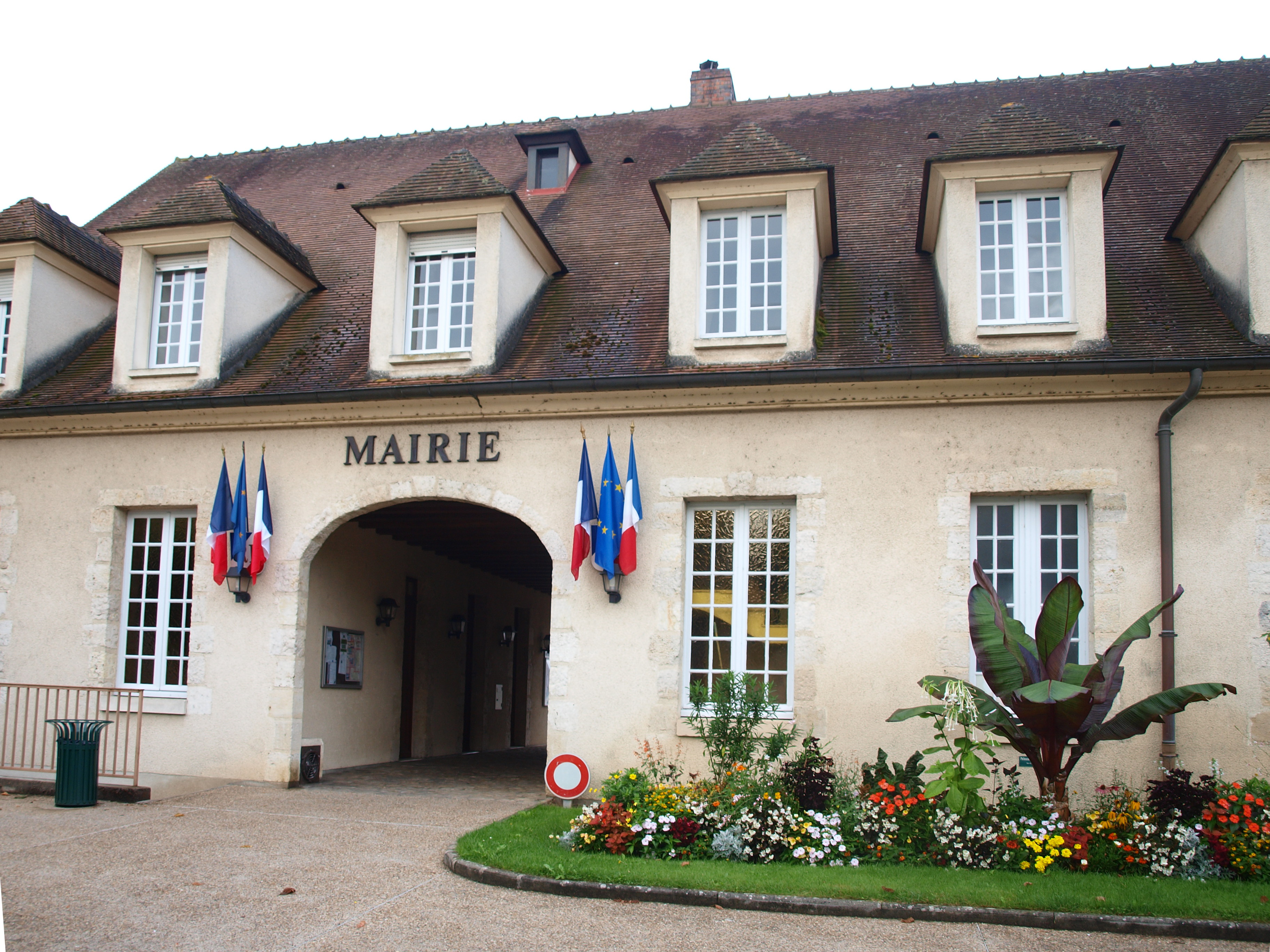
卢瓦尔河畔博尼市政厅

卢瓦尔河畔博尼的现任市长为米歇尔·沙尤先生（Michel CHAILLOU），他是一名无党派人士，在2020年的市政选举中获得了100.00%的支持率（无其他候选人）。
在2022年的法国总统大选的第二轮选举中，法国极右翼政党国民阵线主席玛丽娜·勒庞在卢瓦尔河畔博尼获得了56.94%的支持率。

## 人口
2021年，卢瓦尔河畔博尼市镇人口数量为1,842，在法国排名第5,825位。其中男性878人，女性983人，75岁及以上人口占15.4%，外籍人口数量为54人，人口密度为71人/平方公里，当地居民被称为（男性）或（女性）。2022年，卢瓦尔河畔博尼境内出生27人，死亡人口40人。
| 卢瓦尔河畔博尼1901年－2021年人口变化情况 |
|                                          |
| 数据来源：Cassini、INSEE                 |

## 经济
卢瓦尔河畔博尼是一个区域性的中心城市。截至2024年3月，卢瓦尔河畔博尼市镇范围内共有各类用人单位（包含自雇）262家，平均历史为17年，均为中小型企业（PME），2024年1月至3月间，当地的经济活力指数为0。（办公用具）、（管道施工）及（房屋中介）是当地2021年营业额最高的三个企业，分别为6,861,601欧元、1,060,210欧元和274,875欧元。

## 财政与居民收入
2022年，卢瓦尔河畔博尼的财政收入总额为2,194,410欧元，财政支出总额为1,943,610欧元，当年的债务总额为1,399,400欧元。2022年，卢瓦尔河畔博尼市镇通过增值税获得119,430欧元的收入，此外当地还共获得了530,840欧元的国家直接财政补助。
| 卢瓦尔河畔博尼居民收入情况                       | 卢瓦尔河畔博尼居民收入情况 | 卢瓦尔河畔博尼居民收入情况 | 卢瓦尔河畔博尼居民收入情况 |
| 内容                                             | 卢瓦尔河畔博尼             | 法国                       | 统计年份                   |
| ------------------------------------------------ | -------------------------- | -------------------------- | -------------------------- |
| 征税家庭总数                                     | 863                        | 1,081（法国市镇平均）      | 2022年                     |
| 居民平均月收入                                   | 1,903欧元                  | 2,435欧元                  | 2022年                     |
| 高级职员人均月收入                               | 3,694欧元                  | 4,331欧元                  | 2021年                     |
| 中级职员人均月收入                               | 2,167欧元                  | 2,470欧元                  | 2021年                     |
| 普通职员人均月收入                               | 1,573欧元                  | 1,801欧元                  | 2021年                     |
| 贫困率                                           | 不详                       | 14.5%                      | 2020年                     |
| 青壮年（15至64岁）失业率                         | 13.1%                      | 7.4%                       | 2020年                     |
| 征税家庭数量占比                                 | 38.6%                      | 45.5%                      | 2020年                     |
| 家庭年均纳税                                     | 2,493欧元                  | 4,393欧元                  | 2022年                     |
| 资料来源：INSEE、L'Internaute、Le Journal du Net |                            |                            |                            |

## 社会事务

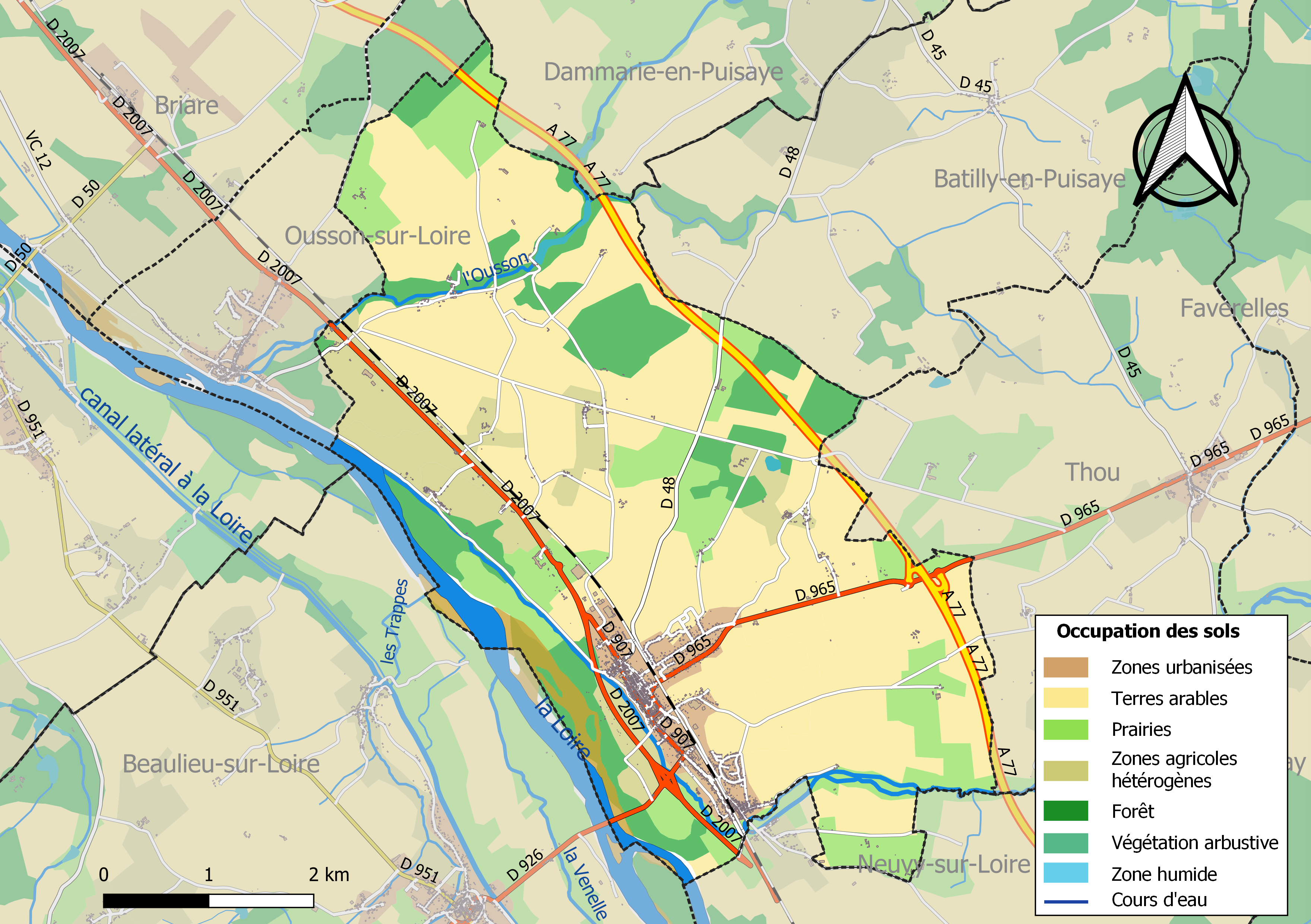
卢瓦尔河畔博尼土地利用情况地图

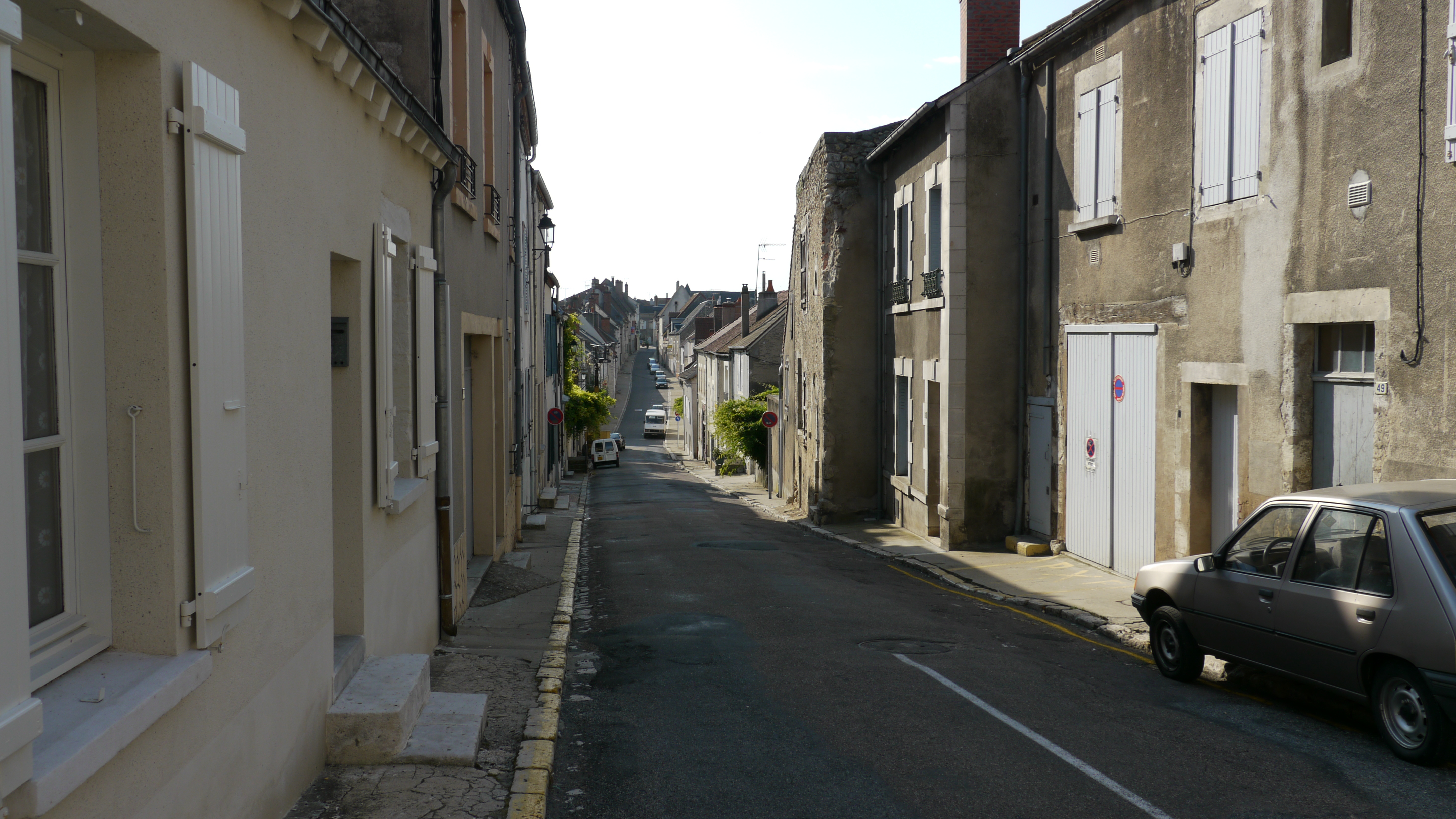
镇中心的图街

### 教育
卢瓦尔河畔博尼属于奥尔良-图尔学区。截至2021年1月1日，卢瓦尔河畔博尼境内有1所小学。

### 医疗
截至2021年1月1日，卢瓦尔河畔博尼境内共有全科医生2名、保健师1名、牙医1名和护士5名。境内共有药房1家、养老院1家。
日安中心医院（Centre Hospitalier de Gien）是法国的一个区域性医疗机构，其主病区皮埃尔·德扎尔诺医院（Hôpital de Pierre Dezarnaulds）位于日安市区北部，距离卢瓦尔河畔博尼市区的正常车程大约22分钟，该院设有床位393个。

### 住房
2020年，卢瓦尔河畔博尼境内共有各类住房1,225套，其中87.1%为独立式住宅，12.8%为集中式住宅。常住房屋占卢瓦尔河畔博尼市镇范围内居民建筑总量的73.3%。
在住房保障政策方面，2022年，卢瓦尔河畔博尼境内共有139户家庭获得了住房经济补助，受益人数占总人口数量的7.5%，其中130份为房租补助。

### 商业
2021年，卢瓦尔河畔博尼境内共有各类实体商铺47家，其中餐厅4家、大型超市2家、杂货店1家、面包房2家、美容美发店4家、汽车维修店2家。卢瓦尔河畔博尼镇中心建有一家b1便民超市，市区北部则有Super U和Gamm Vert超市。

### 体育
2021年，卢瓦尔河畔博尼境内共有1间体育馆、1座综合体育场、2处网球场以及1处足球或橄榄球场。
截至2024年3月，博尼-博略足球俱乐部（Bonny Beaulieu Football Club，编号560138）是卢瓦尔河畔博尼境内唯一的一家注册足球俱乐部，其主队2023至2024赛季参加卢瓦雷省足球联赛乙组（法国第十级别），其主场为马塞尔·格龙丹球场（Stade Marcel Grondin）。

### 环境
卢瓦尔河畔博尼的环境事务由其所属的贝里-卢瓦尔-皮赛市镇公共社区联合各级政府协调负责。2021年，卢瓦尔河畔博尼境内共有1家污染企业。

### 治安
卢瓦尔河畔博尼及其附近的共47个市镇是日安国家宪兵队（zone gendarmerie de Gien）的管辖范围。2020年，该宪兵队累计记录各类案件2,223起，其中盗窃类案件993起，经济类案件401起，毒品交易类案件111起。

## 文化

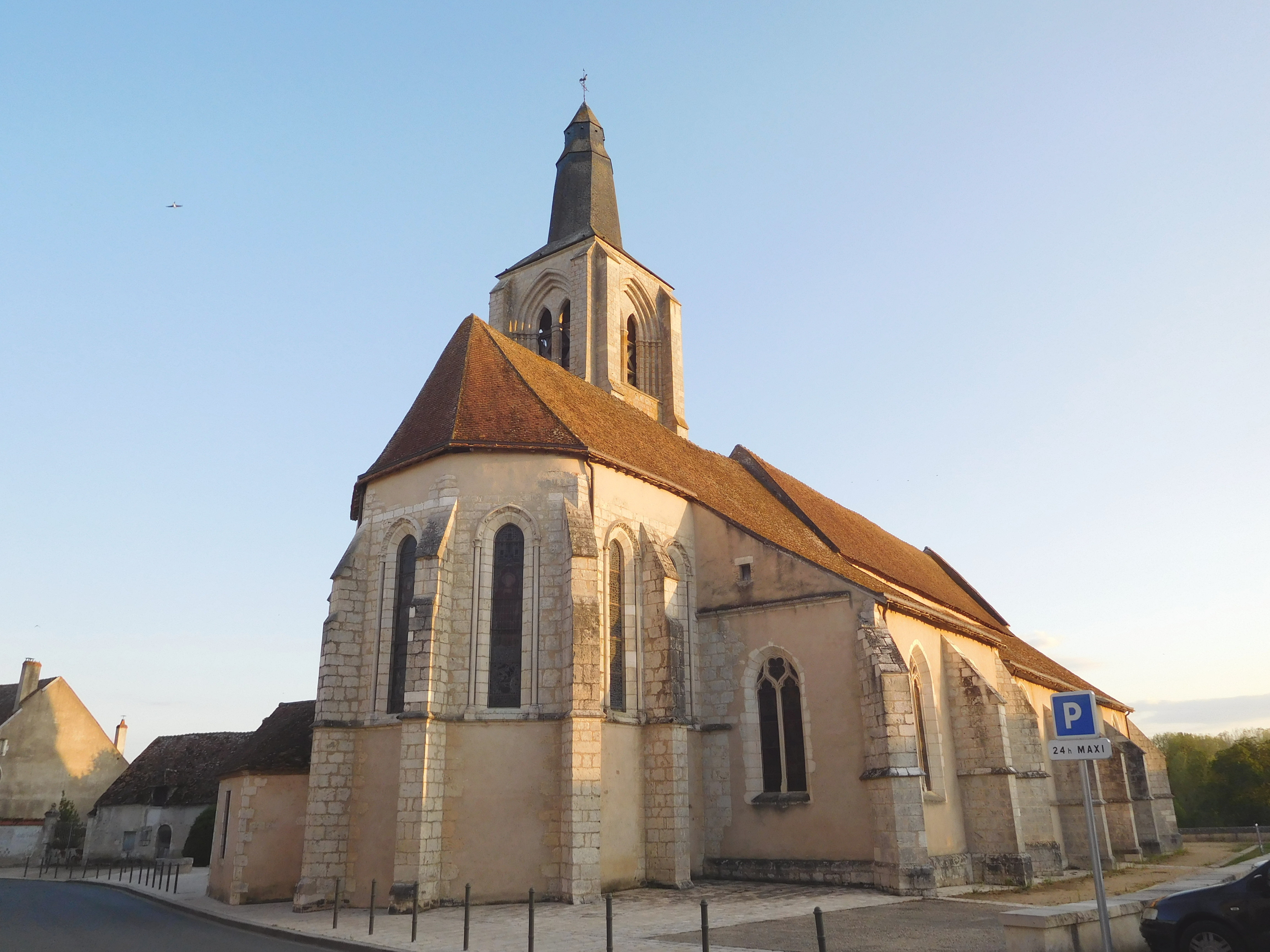
圣艾尼昂教堂

2021年，卢瓦尔河畔博尼境内暂无任何文化设施。卢瓦尔河畔博尼境内建有市政图书馆（{{lang|fr|Bibliothèque municipale}），每周二（学生假期期间关闭）、三、六向公众开放。

### 建筑
卢瓦尔河畔博尼境内有多处历史建筑，其中圣艾尼昂教堂为法国国家文物保护单位。

### 旅游
卢瓦尔河畔博尼的旅游事务由其所属的贝里-卢瓦尔-皮赛市镇公共社区联合各级政府协调负责。2023年，卢瓦尔河畔博尼境内共有1个露营地，可容纳共18辆露营车。

### 媒体
法国主要的媒体均可在卢瓦尔河畔博尼接收，法国电视三台下属的中央-卢瓦尔河谷大区频道在部分时段播出卢瓦尔河畔博尼所在卢瓦雷省的地方新闻。《中央共和报》、《加蒂奈光明者报》、蓝色法兰西奥尔良广播等是当地主要的地方性媒体。

## 友好城市
截至2024年3月，卢瓦尔河畔博尼暂无建立任何友好城市关系。